# 秋ノ宮温泉郷
秋の宮温泉郷（あきのみやおんせんきょう）は、秋田県湯沢市（旧国出羽国、明治以降は羽後国）にある温泉郷。温泉郷とその周囲はゆざわジオパークのジオサイト「秋の宮温泉郷」に認定されている。

## 泉質
- 単純泉
- 緑礬泉
- 塩化物泉

など、50以上の源泉が存在し各旅館や宿により異なる。

## 温泉郷
- 国道108号沿いを中心に5軒の宿が存在する。秋の宮山荘、稲住温泉、宝寿温泉、おなじみ荘、鷹の湯温泉から構成される。鷹の湯温泉は日本秘湯を守る会にも属している。
- 温泉郷の中心では、5月〜11月の季節限定で朝市が行われている。
- 旧博物館傍の川原には、『川原の湯っこ』と呼ばれる野湯が存在する。川原近くの小屋にはスコップが備えられており、自分専用の足湯を作って楽しむことができる。（小屋内に足拭きタオル有・無料）また、近くには食堂があり、川原まで出前してくれる。川原の湯っこには温泉生物のカジカガエルのオタマジャクシが生息し、役内川河道と温泉噴出口の中間地点の35℃に集中して集まり温泉藻を食べている[1]。
- 山を挟んで南側に鳴子温泉郷が広がり、国道108号鬼首道路を通じて交通の便もよいため、車を用いた湯巡りのコースとして観光ガイドで紹介されることもある。
- 2006年に秋の宮山荘で行った「第1回温泉川柳コンテスト」が、翌2007年より秋の宮温泉組合で行うことになり、より応募の幅が広がった。2008年の第3回では、応募総数が47都道府県2419句におよんでいる。

## 歴史
温泉郷内の鷹の湯温泉の発見は1200年前とされ、開湯は1702年（新五郎湯）で、秋田県内で最古の温泉。戦時中には、武者小路実篤が稲住温泉に疎開していた。
1952年（昭和27年）6月20日に「秋ノ宮温泉郷」は秋田魁新報社主催の第一回秋田県観光三十景(有効投票約百九十五万票)で第4位(七万二千六百五十一票)に選出された。 1978年3月31日に国民保養温泉地に指定。また、日本紅葉の名所100選にも選ばれる。

## アクセス
- JR奥羽本線 湯沢駅や泥湯温泉、川原毛地獄、小安峡温泉などとの間に予約制乗合タクシー「こまちシャトル」が運行されている[2]。
- JR奥羽本線 横堀駅より車で国道108号経由25分。
  - 同駅からの送迎バスを出している宿もある。
  - 「こまちシャトル」とは別に、横堀駅からの乗合タクシーも運行されている[3]。
- 2011年3月までは羽後交通の路線バスも運行されていた。

## 周辺
- 泥湯温泉
- 小安峡温泉